# Vũ Minh, Nguyên Bình
Vũ Minh là một xã thuộc huyện Nguyên Bình, tỉnh Cao Bằng, Việt Nam.

## Địa lý
Xã Vũ Minh nằm ở phía đông bắc huyện Nguyên Bình, có vị trí địa lý:
- Phía đông giáp xã Minh Tâm
- Phía tây giáp thị trấn Nguyên Bình
- Phía nam giáp xã Hoa Thám và xã Tam Kim
- Phía bắc giáp huyện Hà Quảng và huyện Hòa An.

Xã Vũ Minh có diện tích 52,72 km², dân số năm 2019 là 3.595 người, mật độ dân số đạt 68 người/km².
Trên địa bàn xã Vũ Minh có một số ngọn núi như Lũng Vẹn, Kéo Lũng Tan, có hang Thẳm Loỏng.
Sông Nguyên Bình chảy qua địa bàn xã Vũ Minh, song song với tuyến quốc lộ 34 theo chiều đông tây.

## Lịch sử
Địa bàn xã Vũ Minh hiện nay trước đây vốn là hai xã Minh Thanh, Thái Học và một phần xã Bắc Hợp.
Ngày 9 tháng 9 năm 2019, Hội đồng Nhân dân tỉnh Cao Bằng ban hành Nghị quyết số 27/NQ-HĐND về việc sáp nhập một số xóm thuộc ba xã Minh Thanh, Thái Học, Bắc Hợp.
Trước khi sáp nhập, xã Minh Thanh có diện tích 23,23 km², dân số là 1.428 người, mật độ dân số đạt 61 người/km², có 6 xóm: Đoàn Kết, Đồng Tâm, Nà Khoang, Nà Rỏng, Tân Thịnh, Vũ Ngược. Xã Thái Học có diện tích 22,29 km², dân số là 1.762 người, mật độ dân số đạt 79 người/km², có 5 xóm: Lũng Chang, Lũng Ỉn, Lũng Quang, Lũng Rảo, Lũng Kèng. Xã Bắc Hợp có diện tích 17,40 km², dân số là 1.148 người, mật độ dân số đạt 66 người/km², có 4 xóm: Giang Sơn, Mai Sơn, Tà Sa, Tân Tiến.
Ngày 10 tháng 1 năm 2020, Ủy ban Thường vụ Quốc hội ban hành Nghị quyết số 864/NQ-UBTVQH14 về việc sắp xếp các đơn vị hành chính cấp huyện, cấp xã thuộc tỉnh Cao Bằng (nghị quyết có hiệu lực từ ngày 1 tháng 2 năm 2020). Theo đó, sáp nhập toàn bộ diện tích và dân số của hai xã Minh Thanh, Thái Học với 7,20 km² diện tích tự nhiên và 405 người của xã Bắc Hợp vừa giải thể thành xã Vũ Minh.